# Bitwa pod Cavan
Bitwa pod Cavan – starcie zbrojne, które miało miejsce 13 lutego 1690 r. w trakcie wojny irlandzkiej (1689–1691).
Zimą 1689/1690 r. na froncie walk pomiędzy jakobitami a protestantami stoczono kilka nic nie znaczących potyczek. Dochodziło do nich głównie w zachodnim Ulsterze. 13 stycznia 1690 jakobici zdobyli siedzibę protestantów – zamek Kenagh w hrabstwie Longford. Miesiąc później pułkownik Wolseley na czele wojsk protestanckich wyruszył przeciwko garnizonowi jakobitów w Cavan. W odpowiedzi na to, Jakub II Stuart wysłał w ten rejon oddziały księcia Berwicka w sile 800 piechoty i jazdy oraz brygadiera Richarda Nugenta (800 żołnierzy). 13 lutego pod Cavan doszło do bitwy, w której wojska Wolseleya (700 piechoty, 300 jazdy) pobiły oba oddziały jakobitów. Straty jakobitów wyniosły 200 zabitych, wśród nich Nugent, protestanci stracili 60 ludzi. Po bitwie pobite wojska Wolseleya wycofały się na południe.